# Central Hockey League 1970-1971
La stagione 1970-1971 è stata la 8ª edizione della Central Hockey League, lega di sviluppo creata dalla National Hockey League per far crescere i giocatori delle proprie franchigie. La stagione vide al via sette formazioni e al termine dei playoff gli Omaha Knights conquistarono la loro terza Adams Cup.

## Squadre partecipanti
Rispetto alla stagione precedente si sciolsero gli Iowa Stars mentre ritornarono in attività gli Amarillo Wranglers.
- Amarillo Wranglers
- Dallas Black Hawks
- Fort Worth Wings
- Kansas City Blues
- Oklahoma C. Blazers
- Omaha Knights
- Tulsa Oilers

## Stagione regolare
|  | Pos. | Squadra             | Pt  | G  | V  | S  | N  | GF  | GS  | DR   |
|  | ---- | ------------------- | --- | -- | -- | -- | -- | --- | --- | ---- |
|  | 1.   | Omaha Knights       | 101 | 72 | 45 | 16 | 11 | 312 | 216 | +96  |
|  | 2.   | Dallas Black Hawks  | 80  | 72 | 36 | 28 | 8  | 276 | 246 | +30  |
|  | 3.   | Fort Worth Wings    | 79  | 72 | 35 | 28 | 9  | 232 | 198 | +34  |
|  | 4.   | Oklahoma C. Blazers | 72  | 72 | 30 | 30 | 12 | 258 | 273 | -15  |
|  | 5.   | Kansas City Blues   | 71  | 72 | 30 | 31 | 11 | 214 | 223 | -9   |
|  | 6.   | Tulsa Oilers        | 62  | 72 | 27 | 37 | 8  | 252 | 275 | -23  |
|  | 7.   | Amarillo Wranglers  | 39  | 72 | 14 | 47 | 11 | 216 | 329 | -113 |

Legenda:

      Ammesse ai Playoff
Note:

Due punti a vittoria, un punto a pareggio, zero a sconfitta.

## Playoff
|  | Semifinali | Semifinali            | Semifinali |                    |   | Finale        | Finale | Finale |  |
|  |            |                       |            |                    |   |               |        |        |  |
|  | 1          | Omaha Knights         | 4          |                    |   |               |        |        |  |
|  | 1          | Omaha Knights         | 4          |                    |   |               |        |        |  |
|  | 4          | Oklahoma City Blazers | 1          |                    |   |               |        |        |  |
|  | 4          | Oklahoma City Blazers | 1          |                    | 1 | Omaha Knights | 4      |        |  |
|  |            |                       |            |                    | 1 | Omaha Knights | 4      |        |  |
|  |            |                       | 2          | Dallas Black Hawks | 2 |               |        |        |  |
|  | 2          | Dallas Black Hawks    | 2          | Dallas Black Hawks | 2 | 4             |        |        |  |
|  | 2          | Dallas Black Hawks    |            |                    |   |               |        |        |  |
|  | 3          | Fort Worth Wings      | 0          |                    |   |               |        |        |  |

## Premi CHL
- Adams Cup: Omaha Knights
- Jake Milford Trophy: Fred Shero (Omaha Knights)
- Most Valuable Defenseman Award: André Dupont (Omaha Knights)
- Most Valuable Player Award: André Dupont, Peter McDuffe, Gerry Ouellette (Omaha Knights) e Joe Zanussi (Fort Worth Wings)
- Rookie of the Year: Mike Murphy (Omaha Knights)